# Johannes Brønsted
Johannes Nicolaus Brønsted (ur. 22 lutego 1879 w Varde, zm. 17 grudnia 1947 w Kopenhadze) – duński chemik, który w 1923 sformułował teorię kwasów i zasad, zwaną teorią Brønsteda.